# カテリーネ・ファーゲルラン
カテリーネ・ファーゲルラン（Kathrine Fagerland）は、ノルウェーの女優。

## 出演作品
- 私立探偵ヴァルグシリーズ（アンナ）